# Clásico Instituto-Racing
El clásico entre Instituto y Racing es el partido del fútbol argentino que enfrenta al Instituto Atlético Central Córdoba y al Club Atlético Racing, ambos de la ciudad de Córdoba. Es considerado el segundo enfrentamiento más importante de la ciudad, después del clásico cordobés.

## Historia
El primer partido se jugó en el año 1936, con una goleada de Instituto por 6 a 1 en el Torneo Preparación de la Liga Cordobesa de Fútbol. En un segundo enfrentamiento ese mismo año, Instituto fue el responsable de decretar el descenso de Racing al vencerlo 2 a 1, lo que dio inicio a la rivalidad histórica.
El primer partido a nivel nacional fue por el Metropolitano 1982, cuando Racing venció a su rival por 3 a 1. Durante esa década, hasta el descenso de ambos equipos en 1990, Racing fue superior a Instituto, venciéndolo en 7 oportunidades, contra 5 de "La Gloria" y 4 empates.
En el historial de partidos totales, Instituto aventaja a su rival por 13 enfrentamientos, con 81 triunfos para "La Gloria", 68 para "La Academia" y 53 empates. En competiciones oficiales nacionales, Instituto tiene 10, Racing tiene 9 y se registran 6 empates.
El último partido se jugó el 8 de febrero de 2022, cuando Racing obtuvo un triunfo por 4 a 2. El último encuentro oficial, sin embargo, fue el 1° de septiembre de 2001, cuando por el Campeonato de Primera B Nacional 2001-02, los albirrojos se llevaron un triunfo por 2 a 1 ante los albicelestes.

## Tablas comparativas
| Estadísticas                                | Instituto     | Racing        |
| ------------------------------------------- | ------------- | ------------- |
| Temporadas en Primera División              | 17            | 16            |
| Temporadas en Segunda División              | 32            | 10            |
| Temporadas en Tercera División              | 0             | 14            |
| Clasificación histórica en Primera División | 27.ª posición | 42.ª posición |
| Mejor puesto en Primera División            | 8ª posición   | 2ª posición   |
| Títulos de Primera División                 | 0             | 0             |
| Títulos de Segunda División                 | 2             | 0             |
| Otros títulos nacionales                    | 0             | 6             |
| Títulos de Primera División de LCF          | 9             | 8             |
| Otros títulos regionales                    | 17            | 18            |
| Total de títulos                            | 28            | 32            |